# La Laja, Tepetzintla
La Laja är en ort i Mexiko.   Den ligger i kommunen Tepetzintla och delstaten Veracruz, i den sydöstra delen av landet, 240 km nordost om huvudstaden Mexico City. La Laja ligger 197 meter över havet och antalet invånare är 237.
Terrängen runt La Laja är kuperad västerut, men österut är den platt. Runt La Laja är det tätbefolkat, med 257 invånare per kvadratkilometer. Närmaste större samhälle är Temapache, 19,5 km sydost om La Laja. Trakten runt La Laja består till största delen av jordbruksmark.